# Eilandgedeputeerde
Een eilandgedeputeerde is een bestuurder in de Caribische openbare lichamen Bonaire, Sint Eustatius en Saba. Samen met de gezaghebber vormen ze het bestuurscollege. Deze eilanden zijn vanaf 10 oktober 2010 onderdeel van het Nederlandse staatsbestel. Tot die datum waren de eilanden eilandgebieden van de Nederlandse Antillen.
Een belangrijk kenmerk van het dualisme is dat eilandsraadsleden niet tegelijkertijd eilandgedeputeerde kunnen zijn. De drie eilanden moesten toen ze een openbaar lichaam werden het dualistisch bestuursmodel van Nederland aannemen. De functies van eilandsraadlid en eilandgedeputeerde als zelfstandige functie zijn pas ingegaan bij de verkiezingen in 2011 voor de nieuwe eilandsraad. Dit betekende dat pas bij het aantreden van het nieuwe bestuurscollege in 2011 de eilandgedeputeerden geen lid meer mogen zijn van de eilandsraad.